# Marisol Ceh Moo
Marisol Ceh Moo es una escritora y profesora mexicana nacida en Calotmul, estado de Yucatán, México. Es una escritora de la lengua maya y castellana, su obra literaria es parte de la literatura del siglo XXI de México. Es profesora y fiel defensora de las lenguas minoritarias de México (enfocándose en particular en el maya yucateco).

## Datos biográficos
La escritora Marisol Ceh Moo presentó en el Museo Nacional de Culturas Populares en la Ciudad de México X-Teya, u puksi’ik’al ko’olel (Teya, un corazón de mujer), la primera novela escrita en idioma maya, publicada por la Dirección General de Culturas Populares en una edición bilingüe que incluye la versión en castellano.
Hasta ahora las publicaciones en lengua maya solo habían abordado temas de esta cultura indígena apegándose a estilos como el cuento, el poema, el mito o la leyenda, tradición con la que rompió Ceh Moo a pesar de presiones por parte de otros escritores mayas. «Aunque no escriba específicamente de mi cultura, en el material se descubre qué clase de mujer lo hizo, mi cosmovisión, mis sentimientos, mi forma de vida, que es maya», aclara Ceh Moo. «[...] yo juego mucho con los personajes, con los tiempos, con los contextos, con las pasiones, y para hacerlo necesito una novela; no me alcanzan las 20 páginas de un cuento», agrega.
Teya, un corazón de mujer, que además es la primera novela escrita por una mujer en una de las lenguas americanas de México, narra la vida y el asesinato de un militante comunista en el estado mexicano de Yucatán en la década de los 70 del siglo pasado. «Desde el Che Guevara, los estudiantes del movimiento del 68, los jóvenes indígenas de Yucatán y todos quienes luchan por una causa justa me inspiraron para escribir», reveló la escritora.
Marisol Ceh Moo, licenciada en ciencias de la educación, traductora e intérprete oficial del maya, aseguró que esta lengua no solo es un idioma completo, con todas las características lingüísticas necesarias para desarrollarse en una novela, sino que además ofrece «[...] la libertad y la posibilidad, dentro de un contexto, de ir creando los neologismos necesarios, para no desintegrar el idioma, para no castellanizarlo, sino hacerlo más completo. Activar en maya, por ejemplo, los nombres de los nuevos objetos surgidos de la tecnología».
El idioma maya cuenta con más de 800.000 hablantes distribuidos en Guatemala, Belice y México, y es reconocido como lengua nacional en este último país.
Marisol Che Moo ha sido la primera mujer en ganar el Premio de Literaturas Indígenas de América 2019 (PLIA), premio que ella considera como "el Nobel de America", organizado por la Universidad de Guadalajara, el Instituto Nacional de Lenguas Indígenas y la Secretaría de Cultura del gobierno mexicano y que se entrega en la Feria Internacional del Libro (FIL) de Guadalajara.

## Publicaciones
- X-Teya, u puksiikal koolel Teya, un corazón de mujer (2009, Conaculta).
- El llamado de los tunk’ules. T’ambilák men tunk’ulilo’ob (2011, Dirección General de Culturas Populares del Conaculta). Novela en maya y español, sobre la Guerra de Castas
- Chen tumeen x ch’úupen Solamente por ser mujer, novela maya, Premio Nezahualcóyotl de Literatura en Lenguas Mexicanas 2014.